# Victor Stolan
Victor Stolan (* 1893?; † um 1973) war ein aus Tschechien stammender britischer Geschäftsmann, Umweltschützer und Mitbegründer des World Wide Fund for Nature (WWF), damals noch unter dem Namen „World Wildlife Fund“.

## Leben
Victor Stolan kam als Flüchtling nach England und wurde Besitzer eines Landhotels. Er lebte in South Kensington, London.
Nachdem er einen Artikel des Biologen Julian Huxley über die Zerstörung des Lebensraumes der Wildtiere in Ostafrika las, schlug er diesem die Gründung einer internationalen Organisation zur Gewinnung von Spenden für den Naturschutz vor. 
Stolan machte Max Nicholson auf die Zeitschrift Das Tier von Bernhard Grzimek, Konrad Lorenz und Heini Hediger aufmerksam, auf die sich dann die erste Broschüre des WWF 1961 stilistisch bezog. 
Er gründete die Organisation am 11. September 1961 in der Schweiz zusammen mit weiteren Geschäftsleuten, Industriellen, Wissenschaftlern und Naturschützern mit. Am 11. September 1971 ernannte Prinz Bernhard der Niederlande in Lausanne Victor Stolan zum Ehrenmitglied des WWF.